# Profumo (album)
Profumo è il settimo album della cantante italiana Gianna Nannini. Oltre il successo nazionale, il disco raggiunse anche la terza posizione in classifica in Svizzera e la quarta in Austria.

## Tracce

### Lato A
1. Bello e impossibile – 4:42 (Nannini, Pianigiani)
2. Profumo – 3:51 (Nannini, Pianigiani)
3. Come una schiava – 5:12 (Nannini, Riva)
4. Gelosia – 3:05 (Nannini, Plank, Pianigiani, Riva)
5. Seduzione – 3:30 (Nannini, Pianigiani, Riva)

### Lato B
1. Quale amore – 5:09 (Nannini, Pianigiani)
2. Avventuriera – 4:04 (Nannini, Pianigiani)
3. Quante mani – 3:31 (Nannini, Pianigiani)
4. Terra straniera – 6:14 (Nannini, Pianigiani)

## Crediti
- Gianna Nannini: voce, chitarra (7), tastiera (4, 8), sintetizzatore (9)
- Fabio Pianigiani: chitarra (1-9), tastiera (1, 2, 4, 9), organo Hammond (7)
- Rudy Spinello: chitarra (4, 7)
- Hans Baar: basso (1-5, 7-9), percussioni (6)
- Rainer Herzog: tastiera (2)
- Rolf Lammers: tastiera (2, 9), organo Hammond (1)
- Nikko Weidmann: sintetizzatore (bass synth) (1)
- Rüdiger Braune: batteria (1-9), percussioni (5, 6)
- Conny Plank: percussioni (3)
- Gino Lattuca: tromba solista (3), tromba (9)
- Rüdiger Baldauf: tromba (3, 9)
- Jurgen Hiekel: sax tenore (3, 9)
- Reto Mandelkow: sax alto (3, 9)
- George Mayer: sax (6, 8)
- Martin Doepke: arrangiamento fiati (3, 9)
- Fabiana De Geronimo, Gina Di Maio, Gloria Campoluongo: cori (1, 3-6, 8)

## Promozione
| Video promo         | Singolo             | Radio promo         | Data di uscita | Classifica singoli - Hit Parade Italia |
| ------------------- | ------------------- | ------------------- | -------------- | -------------------------------------- |
| Bello e impossibile | Bello e impossibile | Bello e impossibile | settembre 1986 | 2                                      |
| Profumo             |                     |                     | 1986           |                                        |

## Classifiche

### Classifiche settimanali
| Classifica (1986-1987) | Posizione massima |
| ---------------------- | ----------------- |
| Austria                | 4                 |
| Germania               | 20                |
| Svizzera               | 3                 |